# HD 84812
HD 84812，又名BD+66 637，SAO 15000、HR 3885，是一颗恒星，视星等为6.31，位于銀經146.34，銀緯42.38，其B1900.0坐标为赤經9h 42m 33.3s，赤緯+66° 42.38′ 32″。